# Richard Rose (Politikwissenschaftler)

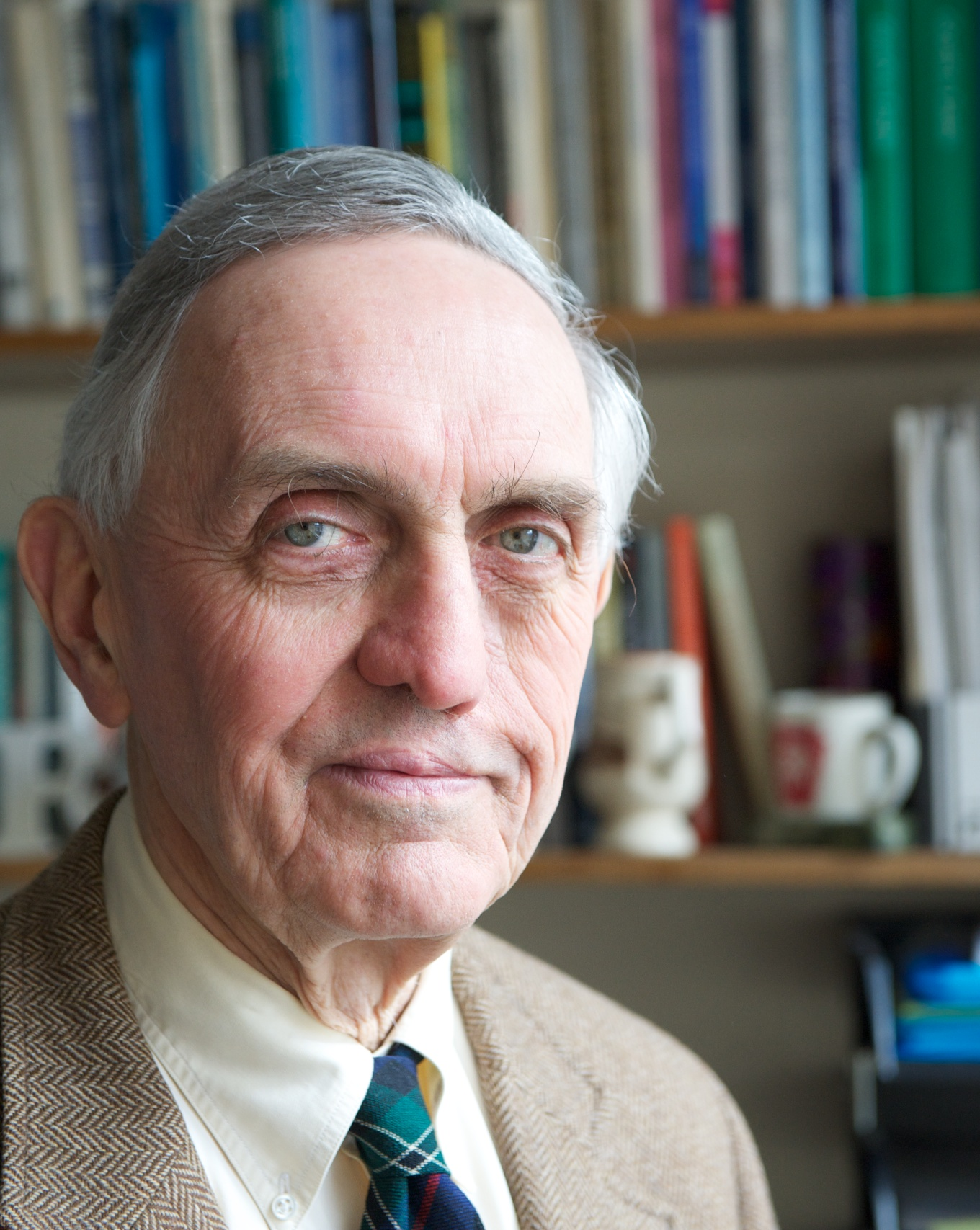
Richard Rose, 2013

Richard Rose (* 9. April 1933 in St. Louis (Missouri)) ist ein aus den USA stammender Politikwissenschaftler, der in Großbritannien lebt und als Hochschullehrer an der University of Strathclyde tätig ist.

## Leben und Wirken
Richard Rose studierte zunächst vergleichende Literaturwissenschaft an der Johns Hopkins University und erwarb dort 1953 den Bachelorgrad. Sein Studium setzte er dann von 1953 bis 1954 an der London School of Economics und anschließend an der Universität Oxford (Lincoln College, Nuffield College) fort. An der Universität Oxford beschäftigte er sich vor allem mit Sozialwissenschaften (einschl. Politikwissenschaft) und promovierte dort 1960. Von 1961 bis 1966 war er als Dozent an der Universität Manchester tätig. Seit 1966 lehrt er als Professor an der University of Strathclyde in Glasgow – zwischenzeitlich hatte er verschiedene Gastprofessuren an Universitäten in Großbritannien, den USA, Spanien und Italien (European University Institute) inne. Er lehrt und forscht vor allem auf dem Gebiet der vergleichenden Public Policy.
Durch seine zahlreichen Vorträge im In- und Ausland, seine Beratungstätigkeit für internationale Organisationen, das britische Unterhaus oder das Europäische Parlament hat Richard Rose eine prominente Stellung nicht nur in der Fachwelt erreicht. Hierzu gehören aber auch zahlreiche Artikel und Interviews in Zeitungen sowie Rundfunk und Fernsehen. In seinen sehr zahlreichen Veröffentlichungen beschäftigt sich Rose u. a. mit politischen Wahlen und Wahlverhalten – nicht nur in Großbritannien, sondern u. a. auch in Russland und den postkommunistischen Demokratien.
2005 ehrte ihn die schwedische Universität Örebro mit der Ehrendoktorwürde; 2010 folgte das European University Institute in Florenz nach.
Im Jahre 1992 wurde Richard Rose Fellow der British Academy, 1994 der American Academy of Arts and Sciences und 2019 der Royal Society of Edinburgh.

## Veröffentlichungen (Auswahl)
- Influencing voters. A study of campaign reality. St. Martin's Press, New York 1967.
- People in politics. Observations across the Atlantic. Faber and Faber, London 1970, ISBN 0-571-08828-7.
- Governing without consensus. An Irish perspective. Faber & Faber, London 1971, ISBN 0-571-09423-6.
- The problem of party government. Macmillan, London 1974, ISBN 0-333-14704-9.
- mit Thomas T. Mackie: The international almanac of electoral history. Macmillan, London 1974, ISBN 0-333-17128-4 (3. Aufl. 1991, ISBN 0-333-45279-8).
- Northern Ireland. A time of choice. Macmillan, London 1976, ISBN 0-333-19727-5.
- Managing presidential objectives. Free Press, New York 1976, ISBN 0-02-926840-0.
- mit Guy Peters: Can government go bankrupt? Basic Books, New York 1978, ISBN 0-465-00834-8.
- Do parties make a difference? Chatham House Publ., Chatham, NJ 1980, ISBN 0-934540-08-X.
- Understanding the United Kingdom. A territorial dimension in government. Longman, London 1982, ISBN 0-582-29591-2.
- mit Ian McAllister: The nationwide competition for votes. The 1983 British election. Pinter, London 1984, ISBN 0-86187-383-1.
- mit Denis Van Mechelen: Patterns of Parliamentary legislation. Gower, Aldershot 1986, ISBN 0-566-05327-6.
- mit Ian McAllister: Voters begin to choose. From closed-class to open elections in Britain. Sage, London 1986, ISBN 0-8039-9744-2.
- mit Terence Karran: Taxation by political inertia. Financing the growth of government in Britain. Allen & Unwin, London 1987, ISBN 0-04-320197-0.
- Ministers and ministries. A functional analysis. Clarendon, Oxford 1987, ISBN 0-19-827486-6.
- The postmodern president. The White House meets the world. Chatham House Publ., Chatham, NJ. 1988, ISBN 0-934540-74-8 (2. Aufl. 1991, ISBN 0-934540-94-2).
- Ordinary people in public policy. A behavioural analysis. Sage, London 1989, ISBN 0-8039-8136-8.
- mit Ian McAllister: The loyalties of voters. A lifetime learning model. Sage, London 1990, ISBN 0-8039-8274-7.
- Lesson-drawing in public policy. A guide to learning across time and space. Chatham House Publ., Chatham, NJ 1993, ISBN 0-934540-32-2.
- What is Europe? A dynamic perspective. HarperCollins, New York 1996, ISBN 0-673-98087-1.
- mit Stephen White und Ian McAllister: How Russia votes. Chatham House Publ., Chatham, NJ 1997, ISBN 1-56643-037-2.
- mit William Mishler und Christian Haerpfer: Democracy and its alternatives. Understanding post-communist societies. Johns Hopkins University Press, Baltimore 1998, ISBN 0-8018-6037-7.
- (Hrsg.): International encyclopedia of elections. Macmillan, Basingstoke 2000, ISBN 0-333-92745-1.
- mit Neil Monro: Elections without order. Russia's challenge to Vladimir Putin. Cambridge University Press, Cambridge 2002, ISBN 0-521-81609-2.
- mit Neil Monro: Elections and parties in new European democracies. CQ Press, Washington, D.C. 2003, ISBN 1-56802-808-3.
- Politics in England. Change and persistance. 5. Auflage. Addison-Wesley, Harlow 2004, ISBN 0-321-05272-2.
- mit William Mishler,. Neil Monro: Russia transformed. Developing popular support for a new regime. Cambridge University Press, Cambridge 2007, ISBN 978-0-521-69241-0.
- Understanding post-communist transformation. A bottom up approach. Routledge, London 2009, ISBN 978-0-415-48218-9.
- mit William Misher und Neil Monro: Popular support for an undemocratic regime. The changing views of Russians. Cambridge University Press, Cambridge 2011, ISBN 978-1-107-00952-3.
- Representing Europeans. A pragmatic approach. Oxford University Press, Oxford 2013, ISBN 978-0-19-965476-5 (2. Aufl. 2015).
- mit Caryn Peiffer: Bad governance and corruption. Palgrave Macmillan, Cham 2019, ISBN 978-3-319-92845-6.
- European security. From Ukraine to Washington. Bloomsbury, London 2025, ISBN 978-1-350-47130-6.

Festschrift
- Michael Keating u. a. (Hrsg.): The problem of governing. Essays for Richard Rose. Palgrave Macmillan, Cham 2023, ISBN 978-3-031-40817-5.